# Remote Sensing Systems
Remote Sensing Systems (RSS) est une société de recherche privée fondée en 1974 par Frank Wentz. elle traite les données micro-ondes à partir d'une variété de satellites de la NASA. La plupart de leurs travaux de recherche est soutenue par le programme Earth Science Enterprise. La société est basée à Santa Rosa, en Californie.
La société est une source de données souvent citée, particulièrement pour les températures par satellite. Leurs données est une source de preuve du réchauffement climatique. Les recherches menées par Carl Mears et Wentz, tous les deux au RSS, ont mis en évidence des erreurs des premiers enregistrements de température satellite compilées par John Christy (en) et Roy Spencer (en) à l'Université d'Alabama (UAH). Ces données n'avaient auparavant montré aucune tendance significative de changement de température. Les données satellitaires sont maintenant plus en accord avec les tendances des températures de surface, les données de radiosondage et les modèles informatiques.
Les données du UAH sont maintenant plus près les données du RSS mais des différences subsistent. Par exemple, pour la tendance moyenne mondiale de la basse troposphère depuis 1979, RSS a une augmentation de 0,133K / décennie, tandis que UAH a 0.140K / décennie. Pour la troposphère moyenne la différence est encore plus marqué avec 0.079K / décennie et 0.052K / décennie respectivement,.